# Péter Ács
Dans le nom hongrois Ács Péter, le nom de famille précède le prénom, mais cet article utilise l’ordre habituel en français Péter Ács, où le prénom précède le nom.
Péter Ács, né le 10 mai 1981 à Eger, est un grand maître hongrois du jeu d'échecs.

## Biographie
En 2001, Péter Ács remporta le Championnat du monde d'échecs junior.
En octobre 2002, il remporta le tournoi Assent à Hoogeveen devant Alexander Khalifman, Judit Polgár et Loek van Wely. En 2007, il finit premier du mémorial  György Marx à Paks (en Hongrie), ex æquo avec Harikrishna.
Il a représenté son pays aux Olympiades d'échecs en 2000, 2002 et 2004.